# Мастер, Тереза
Тереза Мастер (англ. Tereza Master; род. 21 сентября 1988, Mulanje, Южный регион) — малавийская легкоатлетка, специалистка по бегу на длинные дистанции, кроссу и марафону. Выступала на профессиональном уровне в 2000-х и 2010-х годах, призёрка ряда крупных международных стартов на шоссе, действующая рекордсменка страны, участница летних Олимпийских игр в Рио-де-Жанейро.

## Биография
Тереза Мастер родилась 21 сентября 1988 года в городе Муландже, Малави. Занималась лёгкой атлетикой в клубе Sapitwa Athletics.
Впервые заявила о себе на международном уровне в сезоне 2004 года, когда вошла в состав малавийской сборной и выступила на чемпионате мира по кроссу в Брюсселе, где в гонке юниорок заняла 76-е место.
В 2005 году бежала 1500 метров на юношеском мировом первенстве в Марракеше, с результатом 4:37.10	в финал не вышла.
В 2007 году на кроссовом чемпионате мира в Момбасе сошла с дистанции в юниорском забеге, не показав никакого результата.
В 2011 году стала третьей на марафоне в Лилонгве (3:18:53)
В 2014 году стартовала в марафоне на Играх Содружества в Глазго, с результатом 2:50:54	пришла к финишу 15-й.
Благодаря череде успешных выступлений в 2016 году удостоилась права защищать честь страны на летних Олимпийских играх в Рио-де-Жанейро — в программе марафона показала время 2:48:34, расположившись в итоговом протоколе соревнований на 98-й строке. Данный результат до настоящего времени остаётся национальным рекордом Малави.